# Carl Mayer (Politiker)
Carl Mayer (* 11. Juli 1884 in Stuttgart; † 20. Juli 1963 in Wilhelmshaven) war ein deutscher Politiker.
Mayer war als Kaufmann niedergelassen.
Als Abgeordneter der SPD gehörte er von der ersten Sitzung am 30. Januar 1946 bis zur letzten am 6. November 1946 dem Ernannten Landtag von Oldenburg an.

## Quelle
- Barbara Simon: Abgeordnete in Niedersachsen 1946–1994. Biographisches Handbuch. Hrsg. vom Präsidenten des Niedersächsischen Landtages. Niedersächsischer Landtag, Hannover 1996.

| Personendaten    | Personendaten                  |
| ---------------- | ------------------------------ |
| NAME             | Mayer, Carl                    |
| KURZBESCHREIBUNG | deutscher Politiker (SPD), MdL |
| GEBURTSDATUM     | 11. Juli 1884                  |
| GEBURTSORT       | Stuttgart                      |
| STERBEDATUM      | 20. Juli 1963                  |
| STERBEORT        | Wilhelmshaven                  |